# Sibila Úrsula de Brunswick-Wolfenbüttel
Sibila Úrsula de Brunswick-Wolfenbüttel (8 de dezembro de 1629 - 13 de setembro de 1663) foi uma duquesa de Schleswig-Holstein-Sonderburg-Glücksburg.

## Família
Sibila foi a terceira filha e primeira menina a nascer do primeiro casamento do duque Augusto, o Jovem, duque de Brunsvique-Luneburgo com a princesa Sofia Doroteia de Anhalt-Zerbst. Os seus avós paternos eram o duque Henrique de Brunsvique-Luneburgo e a condessa Úrsula de Saxe-Lauenburgo. Os seus avós maternos eram o conde Rudolfo de Anhalt-Zerbst e a duquesa Doroteia Edviges de Brunswick-Wolfenbüttel.

## Casamento e descendência
Sibila casou-se no dia 13 de setembro de 1663 com o duque Cristiano de Schleswig-Holstein-Sonderburg-Glücksburg. Tiveram dois filhos que morreram ainda bebés:
- Frederico Augusto de Schleswig-Holstein-Sonderburg-Glücksburg (4 de junho de 1664 - 4 de agosto de 1664)
- Sofia Amália de Schleswig-Holstein-Sonderburg-Glücksburg (28 de fevereiro de 1668 - 17 de abril de 1668)